# Asayita
Asayita o Asaita (amhàric: አሳይታ, Äsayəta) és una població situada al nord-est d'Etiòpia, a la woreda Afambo. Les seves coordenades són 11° 34′ N, 41° 26′ E / 11.567°N,41.433°E 11° 34′ N, 41° 26′ E / 11.567°N,41.433°E / 11.567, 41.433 i té una alçada de 371 metres.
Segons l'Agència Central d'Estadística del país, l'any 2005 la localitat tenia una població estimada de 22.718 habitants, dels quals 12.722 eren homes i 9.996 dones. D'acord al cens nacional de 1994, el poble tenia 15,475 habitants. El 2021 Asaita tenia 20.342 habitants.
Asaita va ser breument la capital del sultanat d'Adal i Imamate d'Aussa, així com seu del sultanat d'Awssa, la principal monarquia afar, però es troba a 50 quilòmetres al sud per carretera sense asfaltar des de la carretera Awash-Asseb. L'any 1964 estava en funcionament una línia telefònica de Kombolcha a Asaita. La ciutat de Semera, que antigament era un assentament situat en aquesta carretera, es va convertir en la nova capital de la regió.
Al sud-est d'Asayita, existeix un grup de vint llacs salats els quals cobreixen el territori des de la frontera amb Djibouti. Com el llac Gamarri, conegut pels seus flamencs, i el llac Abbe, punt final del riu Awash.